# Ironbridge

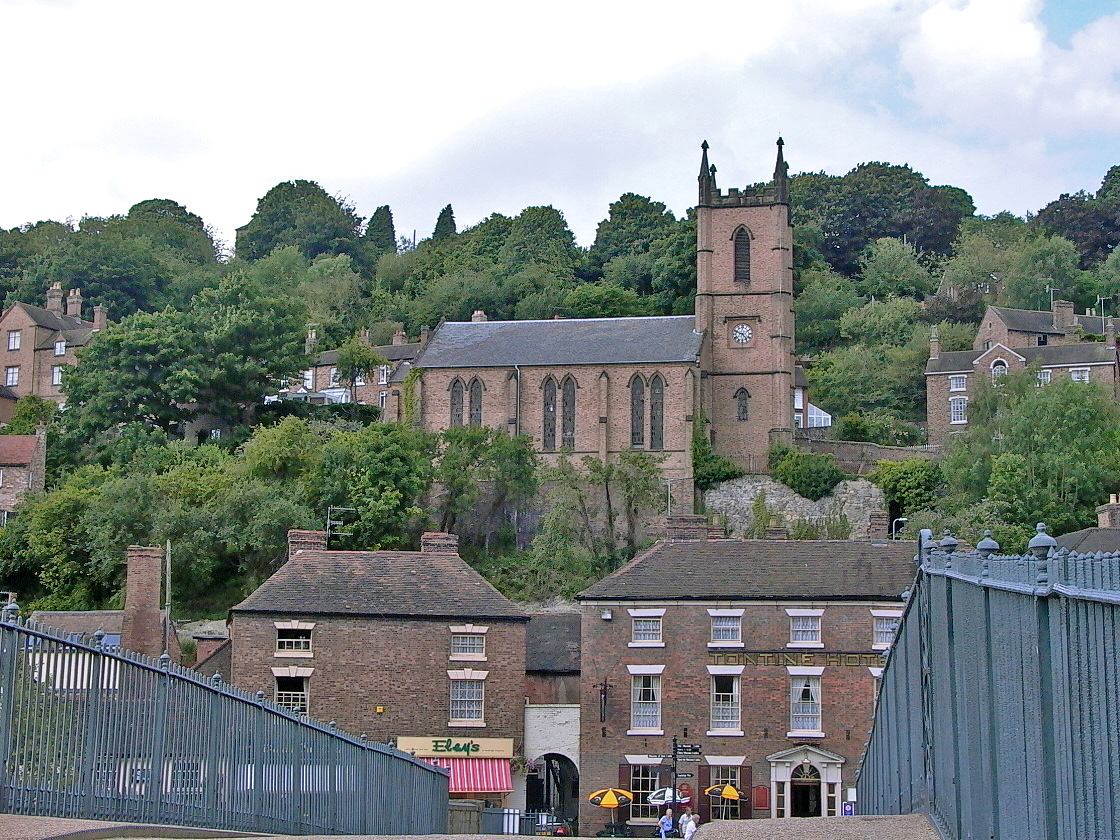
Ironbridge, Blick von der Iron Bridge

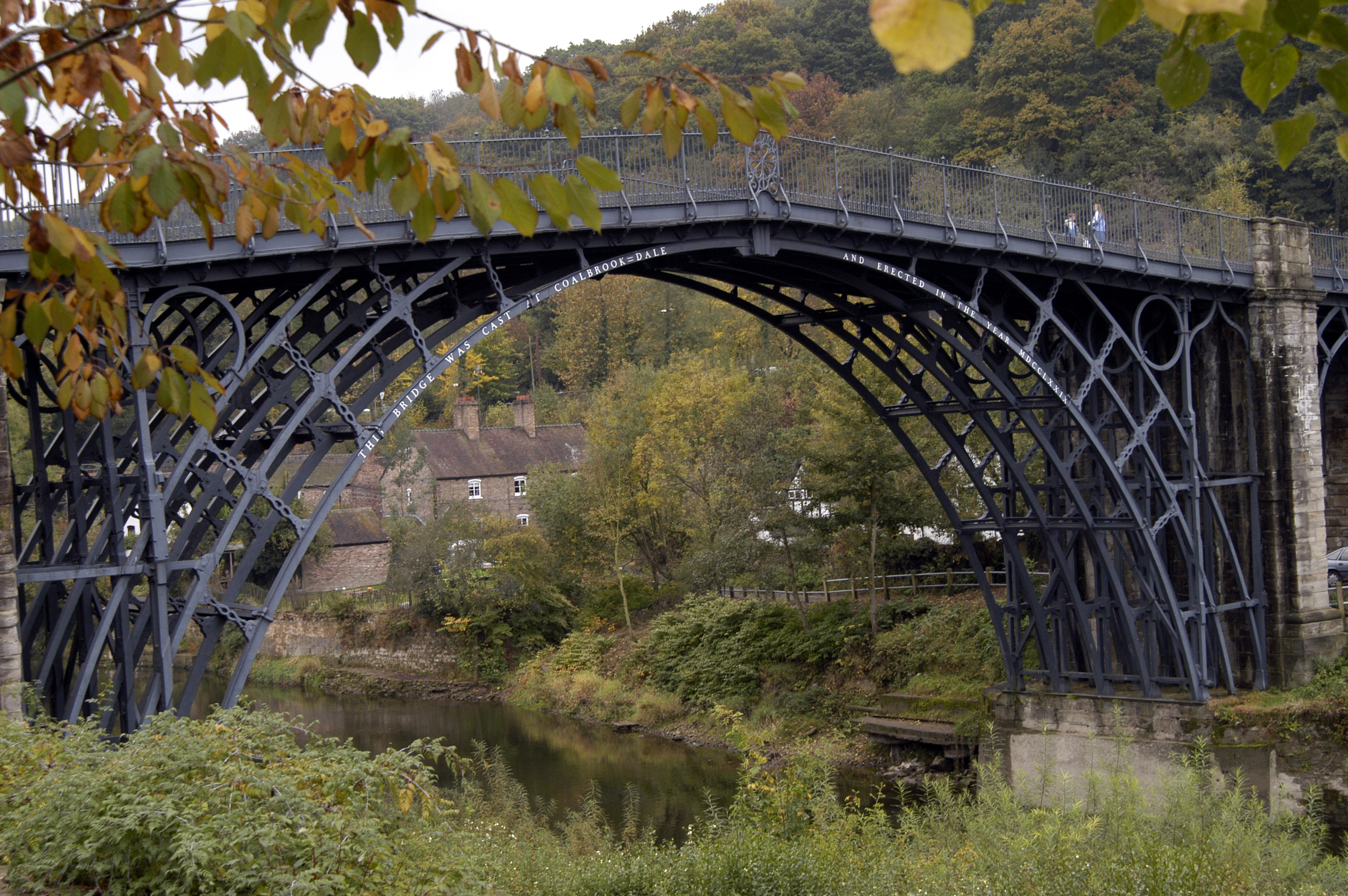
Blick auf die Brücke

Ironbridge ist ein Ort neben der Iron Bridge, der 1779 über den Severn gebauten weltweit ersten Eisenbrücke, von der der Ort seinen Namen ableitet. Um die Brücke bekannt zu machen, wurde auch das früher Severn Gorge genannte Flusstal umbenannt in Ironbridge Gorge.
Der Ort gehört zur Gemeinde (civil parish) The Gorge im Bezirk (Borough) Telford and Wrekin, einer Unitary Authority (selbständigen Gebietskörperschaft) in Shropshire, England.
Der Ort entwickelte sich rasch zum kommerziellen und administrativen Zentrum für die umliegenden Industrieorte wie Coalbrookdale und Madeley auf der einen und  Broseley auf der anderen Seite des Flusses Severn. Die Eigentümer der Brücke bauten auch ein Hotel, um den Besuch der Brücke und der umliegenden industriellen Anziehungspunkte zu ermöglichen. Der Ort hatte eine Eisenbahnverbindung bis 1964, als die große Zeit der Kohle- und Stahlindustrie vorbei war.
1967 wurde der Ironbridge Gorge Museum Trust gegründet, eine Stiftung zur Erhaltung der 35 Industriedenkmäler im Ironbridge Gorge, die vom Ironbridge Gorge Museum verwaltet werden. Das Ironbridge Gorge Museum ist ein Ankerpunkt der Europäischen Route der Industriekultur.
1986 wurden Ironbridge und die Ironbridge Gorge mit ihren Industriedenkmälern zum UNESCO-Weltkulturerbe erklärt.

## Persönlichkeiten
- William Francis Gray Swann (1884–1962), Physiker
- Billy Wright (1924–1994), Fußballspieler und -trainer